# Antoine de Padoue Rahajarizafy
Antoine de Padoue Rahajarizafy (Antananarivo, 7 aprile 1911 – Antananarivo, 2 marzo 1974) è stato un presbitero, filosofo e scrittore malgascio.

## Biografia
Rahajarizafy nacque in una famiglia di religione cattolica dell'aristocrazia merina; era il sesto di otto figli e il padre aveva studiato dai Gesuiti. Antoine decise di dedicarsi alla vita religiosa e dopo avere completato gli studi scolastici entrò nel seminario di Ambarotoka nel 1931. Nel novembre 1935 entrò nell'ordine dei Gesuiti e nel luglio 1941 fu ordinato prete. In seguito insegnò ad Amparibe (un quartiere di Antananarivo) e poi ad Ambositra, dove introdusse l'insegnamento della lingua malgascia per i missionari stranieri; successivamente divenne il primo malgascio ad occupare il posto di rettore del Collegio Saint-Michel ad Ambohidahy (Antananarivo). Nel 1956 fu ancora il primo malgascio a diventare rettore del seminario minore di Faliarivo. In seguito fu nominato parroco in diverse chiese. Nel 1969 fu il primo malgascio ad essere nominato Superiore dei Gesuiti del Madagascar, incarico che mantenne fino al 1973. Successivamente divenne direttore del noviziato dei Gesuiti, incarico che mantenne fino alla sua morte.
Oltre che uomo di Chiesa ed educatore, Rahajarizafy è stato anche un uomo di cultura. Fin dalla sua gioventù si è interessato alla cultura tradizionale malgascia ed ha cercato di raccogliere storie ed aneddoti che poi si è impegnato a ritrasmettere per evitarne la scomparsa, in modo che la gioventù malgascia, troppo presa dalla modernità e dalla mentalità occidentale, potesse conservare la propria identità nazionale. Ha scritto libri e articoli sulla filosofia, la lingua e la storia del popolo malgascio. La sua opera più famosa, Ny Ombalahibemaso, ha come oggetto la vita e le imprese del re malgascio Andrianampoinimerina. Insieme ad un altro sacerdote, Vincent de Paul Rabarison, Rahajarizafy ha creato il movimento Fon-dehilahy, un’associazione per l'educazione dei giovani maschi. Rahajarizafy ha fatto parte dell'Accademia malgascia.
Nel 2011 il centenario della nascita del sacerdote gesuita è stato celebrato in Madagascar con diverse manifestazioni. Il sacerdote gesuita è stato ricordato anche da papa Francesco durante la sua visita in Madagascar nel 2019.

## Libri principali
- Ny Hanitra nentin-drazana (1950)
- Filozofia Malagasy: ny fanahy no olona (1951)
- Ny Ombalahibemaso (1959)
- Essai sur la grammaire malgache (1960)
- Ny Kabary Malagasy (1069)
- Ny Ohabolana Malagasy (1970)